# Борок (Кирилловский район)
Борок — деревня в Кирилловском районе Вологодской области.
Входит в состав Ферапонтовского сельского поселения, с точки зрения административно-территориального деления — в Ферапонтовский сельсовет.
Расстояние по автодороге до районного центра Кириллова — 27 км, до центра муниципального образования Ферапонтово — 14 км.
По переписи 2002 года население — 2 человека.